# Elaeocarpus amoenus
Elaeocarpus amoenus är en tvåhjärtbladig växtart som beskrevs av Thw.. Elaeocarpus amoenus ingår i släktet Elaeocarpus och familjen Elaeocarpaceae. Inga underarter finns listade i Catalogue of Life.